# 그라지나 샤포워프스카
그라지나 샤포워프스카(Grażyna Szapołowska, 1953년 9월 19일 ~ )는 폴란드의 배우이다. 2000 폴란드 영화상 여우주연상 수상자이다.